# Esclerosis lateral primaria
La esclerosis lateral primaria es una forma de presentación de la esclerosis lateral amiotrófica (ELA), en la que se afectan de forma exclusiva las neuronas motoras superiores, dando lugar a un cuadro clínico en el que la espasticidad es el rasgo clínico dominante.
Algunos de los pacientes afectados por este cuadro clínico nunca presentan signos de afectación de la neurona motora inferior aunque la mayoría si lo hacen a lo largo del curso clínico. El pronóstico suele ser más benigno que el de la ELA.
En la mayoría de los casos, se presenta esporádicamente en personas sin antecedentes familiares de la enfermedad. Un subtipo de ELP, llamado ELP juvenil, está causado por cambios en el gen ALS2 y se hereda de forma autosómica recesiva.